# استامبهه
استامبهه (انگلیسی: stambha)، یا اسکامبهه واژه ای سنسکریت به معنی ستون است.

## ستون کیهانی
اسکامبهه، اغلب به مفهوم ستون کیهانی به کار می‌رود، یعنی ستونی که آسمان‌ها و زمین را به هم متصل می‌کند. احتمالاً باز ساختهٔ سنگ‌های عظیم یا مِن هیرهایی بوده‌است که توسط انسان‌های پیش از تاریخ ساخته شده‌است.
هنوز هم سنگ‌های مشابهی در هندوستان و پاکستان و آسام به عنوان پناهگاه ارواح مردگان یا بنای یادبود آنان ساخته می‌شود.

## نگارخانه

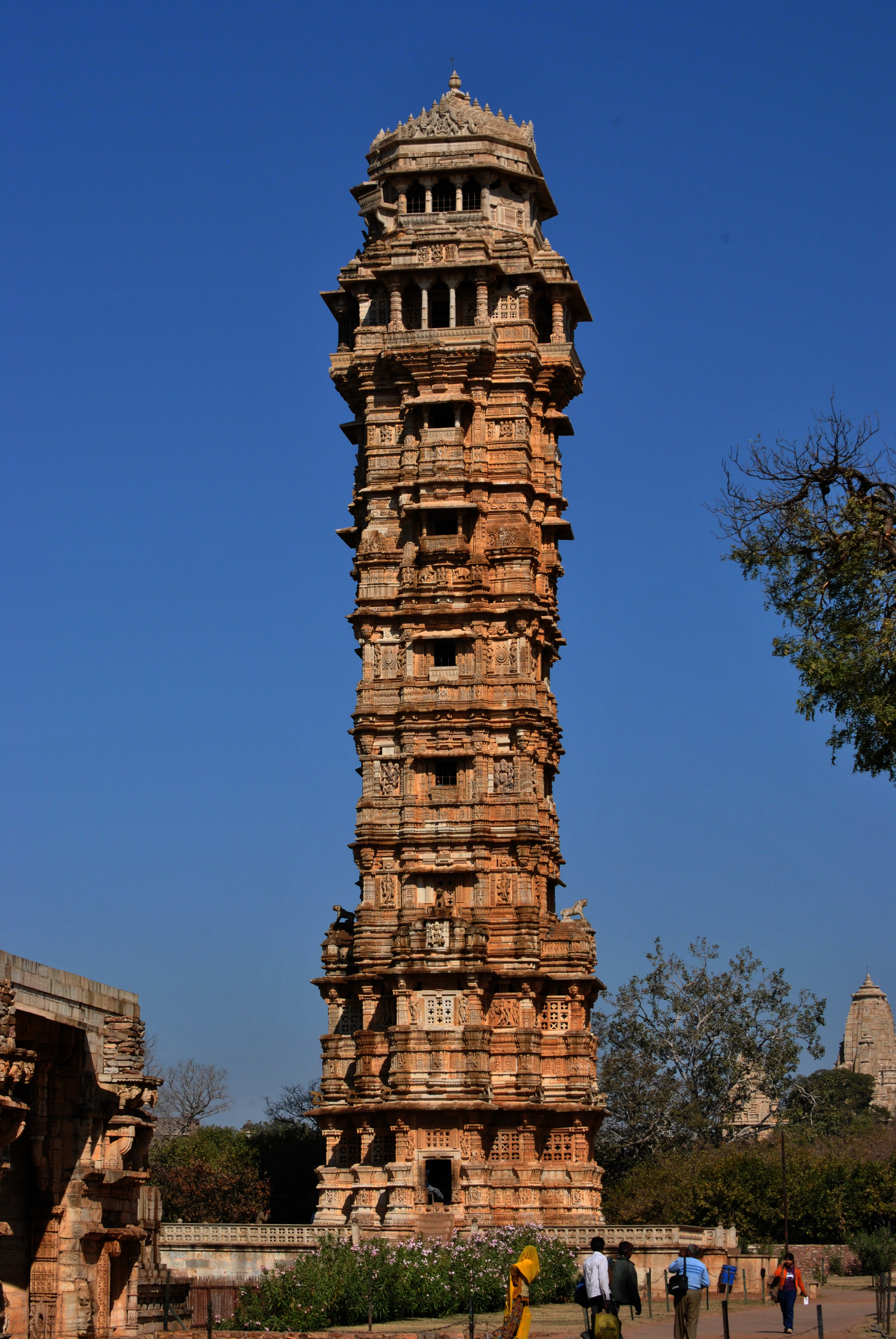
Vijay Stambha at چیتورگره
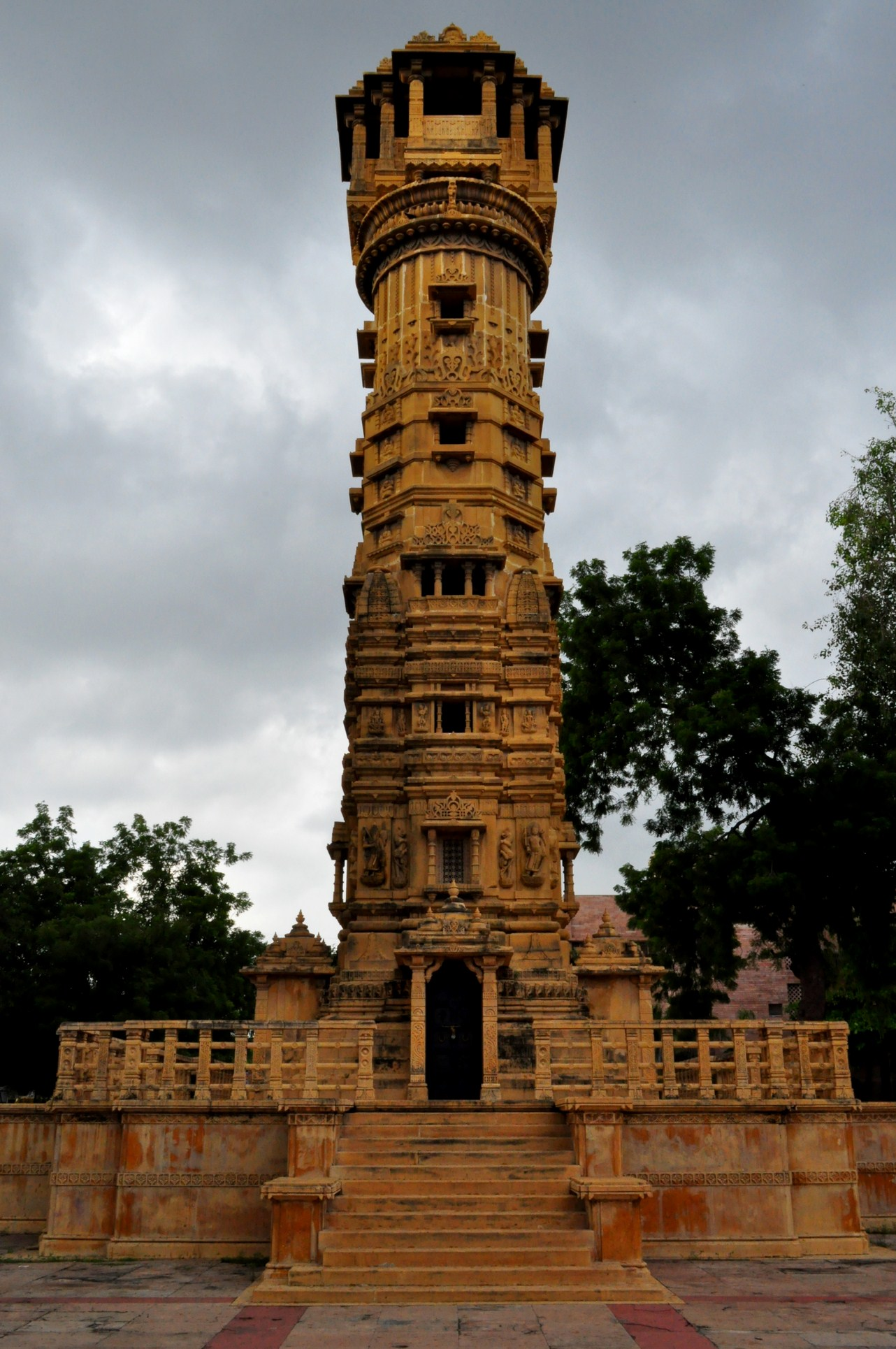
Kirti Stambh of Hutheesing Jain Temple
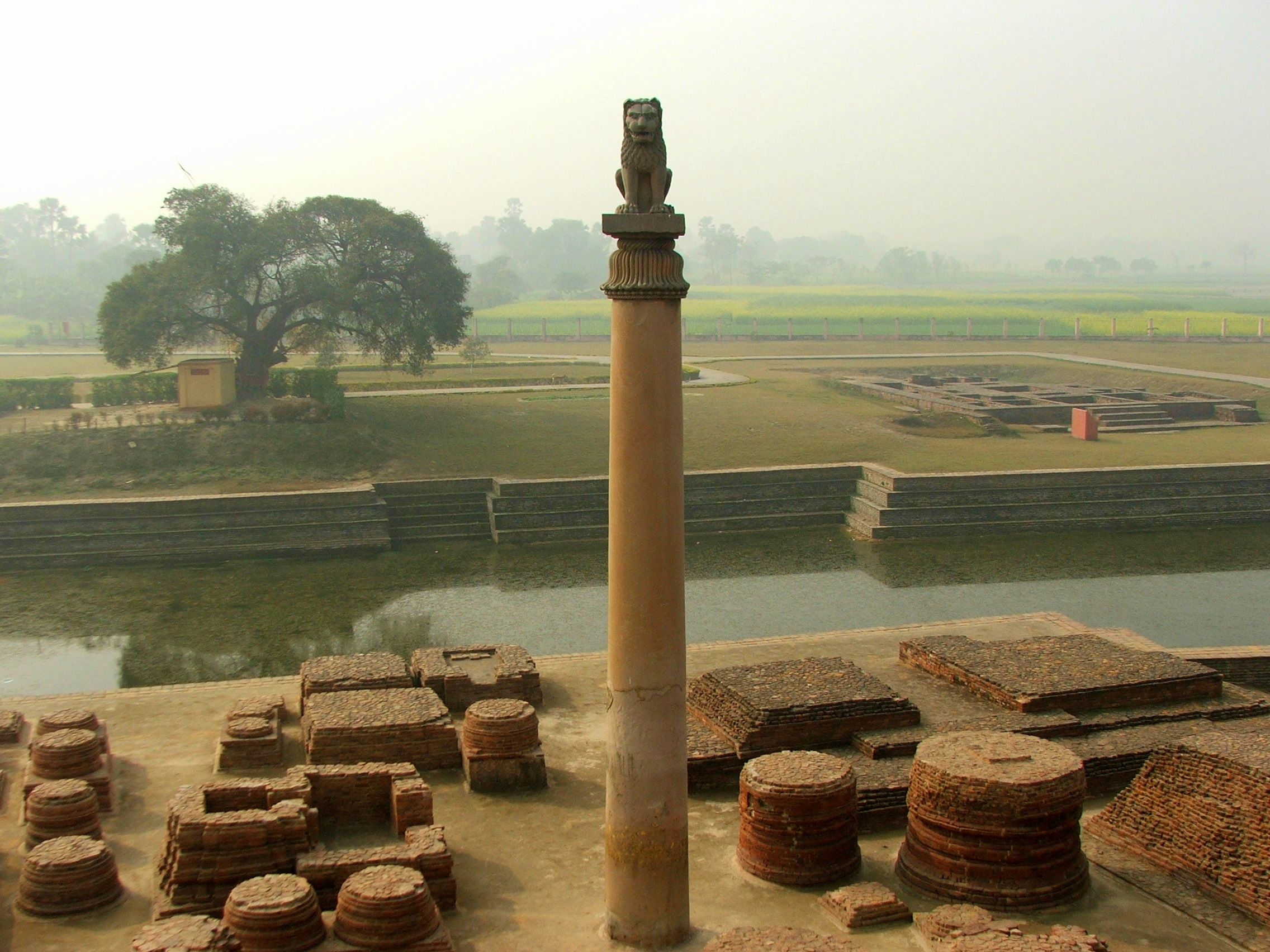
Ashoka Pillar